# Iso Mitsuo
Iso Mitsuo (磯 光雄 (Ki Quang Hùng)/ いそ みつお Iso Mitsuo) sinh năm 1966 tại tỉnh Aichi, Nhật Bản) là một đạo diễn phim hoạt hình Nhật Bản, họa sĩ diễn hoạt và nhà biên kịch.

## Tiểu sử sự nghiệp
Tác phẩm của Iso Mitsuo phần lớn khởi đầu về mảng key animation (phụ trách vẽ key frame) trong cuối những năm 1980. Iso Mitsuo được biết đến bởi phần hoạt họa nhấn mạnh khác thường trong đoạn mở đầu Gundam 0080, những chủ đề quán tính tự do trong trận chiến của nhân vật Asuka thuộc bộ phim điện ảnh The End of Evangelion, và nửa đầu trận chiến đấu của robot xe tăng trong bộ phim Ghost in the Shell. Ông ấy cũng đã làm một số phần việc thiết kế và thực hiện các hiệu ứng thị giác cho bộ phim Blood: The Last Vampire cũng như RahXephon. Iso Mitsuo cùng viết kịch bản một tập trong bộ phim Shin Seiki Evangelion (tập "Liliputian Hitcher") với một họa sĩ khác; viết kịch bản, đạo diễn và hoạt họa phần lớn trong tập phim The Children's Night của bộ phim RahXephon. Năm 2007, Iso Mitsuo viết kịch bản và đạo diễn bộ phim anime truyền hình Dennō Coil. Năm 2016, một thông tin công bố Iso Mitsuo sẽ tham gia dự án bộ phim điện ảnh hoạt hình hợp tác giữa Pháp - Nhật Bản là Les Pirates de la Réunion. Tuy nhiên, không có thêm tin tức nào nữa kể từ đó.

## Phong cách điện ảnh
Iso Mitsuo cũng được biết đến là hoạt họa giật giật - xóc nảy lên nhưng vô cùng tỉ mỉ chi tiết, tràn ngập những cử động phức tạp dày đặc. Iso Mitsuo mô tả phong cách của chính bản thân như "full-limited". Trong hoạt hình truyền thống, ông chọn phần hoạt họa với một kỹ thuật vẽ được tính toán sao cho một bản vẽ gồm hai khung hình (hoặc "trên hai khung hình") được cân nhắc trong kỹ thuật hoạt hình giản lược. Sự phối trộn hai khung hình, ba khung hình hay bốn khung hình trong "một khuôn bản căn chỉnh" sao cho gần với thực tế nhất; Iso Mitsuo vẽ tất cả khung hình chính (key frame) và không cần các khung khung hình bị xen của một họa sĩ diễn hoạt xen khung trong tác phẩm cá nhân Iso Mitsuo đảm nhận, cho phép ông kiểm soát hoàn toàn tất cả các công đoạn - tạo ra những cử động chi tiết nhất có thể với một số lượng các bản vẽ có tính thực tế và hiệu quả; vì vậy nó thường được gọi dưới nhãn thuật ngữ "full-limited".

## Danh sách phim
| Tựa đề phim                                | Năm      | Thể loại         | Vai trò | Chú thích                                                                           |
| ------------------------------------------ | -------- | ---------------- | --- | ----------------------------------------------------------------------------------- |
| Ninja Senshi Tobikage                      | 1985     | TV               | Key animation (tập 35, 40) |                                                                                     |
| Machine Robo: Revenge of Cronos            | 1986     | TV               | Key animation (tập 18, 38) |                                                                                     |
| Metal Armor Dragonar                       | 1987     | TV               | Key animation (tập 29, 32, 36) |                                                                                     |
| GeGeGe no Kitarō                           | 1987     | TV               | Key animation (tập 97, 99, 102, 104) Inbetween animaton (tập 88) | tập 99: phân cảnh múa ba lê trong phần đầu. tập 102: phân cảnh phòng học sau tự đề. |
| Mashin Hero Wataru                         | 1987     | TV               | Key animation (tập 27) | tập 27: những người công nhân hoảng hốt.                                            |
| Transformers: Super-God Masterforce        | 1988     | TV               | Key animation (tập 6, 12, 18, 24) | tập 12: từ bệnh ung thư bộc phát trên giường tới chiếc máy tính nổ.                 |
| Peter and Wendy                            | 1989     | TV               | Key animation (tập 20) | không công khai trong danh sách thực hiện.                                          |
| Umi ga Kikoeru                             | 1993     | TV film          | Key animation |                                                                                     |
| Neon Genesis Evangelion                    | 1995     | TV               | viết kịch bản (tập 13) Trợ lý thiết lập cách xây dựng (tập 13, 15) Key animation (tập 1, 19, 21(phiên bản video)) | tập 21: chuỗi cảnh quay nối tiếp trước tựa đề.                                      |
| Rurouni Kenshin                            | 1996     | TV               | Key animation (bài hát mở đầu 1) |                                                                                     |
| RahXephon                                  | 2002     | TV               | Digital work và CGI (tập 2, 3) After effects (tập 4-10, 12, 14-26), đạo diễn tập phim (tập 15), kịch bản phim (tập 15), kịch bản phân cảnh (tập 15), Key animation (tập 2, 15), In-between animation (tập 15)                     | tập 15 được biết đến như là "tập phim của Iso Mitsuo"                               |
| Dennō Coil                                 | 2007     | TV               | người sáng tạo gốc Đạo diễn, Viết kịch bản, Digital Effects, Art setting (tập 2), kỹ thuật điện ảnh (tập 26), kịch bản phân cảnh (bài hát mở đầu, bài hát kết thúc trong tập 1, 12, 17, 19, 26), Key Animation (tập 1, 4, 12, 26) |                                                                                     |
| Mobile Suit Gundam 0080: War in the Pocket | 1989     | OVA              | Key animation (tập 1, 4, 5) |                                                                                     |
| Explorer Woman Ray                         | 1989     | OVA              | Key animation (tập 1) |                                                                                     |
| Gosenzo-sama Banbanzai!                    | 1989     | OVA              | Key animation (tập 4, 6) |                                                                                     |
| The Hakkenden                              | 1990     | OVA              | Key animation (tập 1) |                                                                                     |
| Like the Clouds, Like the Wind             | 1990     | OVA              | Key animation |                                                                                     |
| Teito Monogatari                           | 1991     | OVA              | Key animation (tập 2) |                                                                                     |
| Yumemakura Baku Twilight Gekijō            | 1991     | OVA              | Key animation |                                                                                     |
| JoJo's Bizarre Adventure                   | 1993     | OVA              | Key animation (tập 13(original 6)) |                                                                                     |
| Super Dimension Century Orguss             | 1993     | OVA              | Key animation (tập 5) |                                                                                     |
| Final Fantasy: Legend of the Crystals      | 1994     | OVA              | Giám sát hiệu ứng hoạt họa. Key animation (tập 2) | dưới bút danh là Nieda Hideo                                                        |
| Giant Robo (OVA)                           | 1994     | OVA              | Key animation (tập 5) |                                                                                     |
| Mighty Space Miners                        | 1994     | OVA              | Key animation (tập 2) |                                                                                     |
| Golden Boy                                 | 1995     | OVA              | Key animation (tập 4) |                                                                                     |
| Voogie's Angel                             | 1997     | OVA              | Key animation (tập 3) | dưới bút danh là Odagawa Mikio                                                      |
| Blue Submarine No. 6                       | 1998     | OVA              | Key animation (tập 1) |                                                                                     |
| FLCL                                       | 2000     | OVA              | Key animation (tập 6) |                                                                                     |
| Mobile Suit Gundam: Char's Counterattack   | 1988     | Film             | Giám sát hoạt họa. Key animation | dưới bút danh là Odagawa Mikio                                                      |
| Only Yesterday                             | 1991     | Film             | Key animation |                                                                                     |
| Roujin Z                                   | 1991     | Film             | Thiết kế mô hình máy móc cơ khí. |                                                                                     |
| Porco Rosso                                | 1992     | Film             | Key animation |                                                                                     |
| Hashire Melos!                             | 1992     | Film             | Key animation |                                                                                     |
| Kattobase! Dreamers                        | 1994     | Film             | Trợ lý xếp đặt bố cục. Key animation(không công khai trong danh sách thực hiện) | dưới bút danh là Nieda Hideo                                                        |
| Junkers Come Here                          | 1995     | Film             | Key animation(dưới bút danh là Mikio Odagawa) | phân cảnh độc thoại phần cuối.                                                      |
| Ghost in the Shell (1995 film)             | 1995     | Film             | Thiết kế vũ khí. Key animation |                                                                                     |
| Memories (1995 film)                       | 1995     | Film             | Key animation |                                                                                     |
| The End of Evangelion                      | 1997     | Film             | Key animation |                                                                                     |
| Perfect Blue                               | 1998     | Film             | Key animation |                                                                                     |
| Digimon Adventure                          | 1999     | Film             | Key animation | dưới bút danh là Odagawa Mikio                                                      |
| Blood: The Last Vampire                    | 2000     | Film             | Key animation Hiệu ứng thị giác. |                                                                                     |
| Cowboy Bebop: The Movie                    | 2001     | Film             | Digital work (dưới bút danh là Mikio Odagawa) Key animation(không công khai trong danh sách thực hiện)(có vẻ như thế) |                                                                                     |
| RahXephon: Pluralitas Concentio            | 2003     | Film             | Digital work |                                                                                     |
| Steamboy                                   | 2004     | Film             | Phát triển khái niệm tiền kỳ. |                                                                                     |
| Welcome to the Space Show                  | 2010     | Film             | Key animation | dưới bút danh là Odagawa Mikio                                                      |
| Hòn đảo của Giovanni                       | 2014     | Film             | Key animation(không công khai trong danh sách thực hiện) |                                                                                     |
| The Case of Hana & Alice                   | 2015     | Film             | Trợ lý hoạt họa. |                                                                                     |
| Kill Bill                                  | 2003     | Live-action film | Key animation |                                                                                     |
| Les Pirates de la Réunion                  | không rõ | Film             | Đạo diễn |                                                                                     |
| Giải mã giấc mơ                            | 2017     | Film             | Key animation |                                                                                     |
| Những thiếu niên trong không gian          | 2022     | Film             | Đạo diễn, Kịch bản, Key animation |                                                                                     |
| Blade Runner Black Out 2022                | 2017     | Webcast          | Key animation |                                                                                     |
| Popolocrois                                | 1996     | Game             | Key animation |                                                                                     |

## Giải thưởng
- Giải thưởng The Excellence Award trong hạng mục Animation Division của giải thưởng Japan Media Arts Festival năm 2007 (2007年度文化庁メディア芸術祭アニメーション部門優秀賞)
- The Best TV Animation Award of the 7th Tokyo Anime Award (2008) (第7回東京アニメアワードTVアニメ部門優秀賞)
- The Best Dramatic Presentation of the 39th Seiun Award (2008) (第39回星雲賞メディア部門)
- The 29th Nihon SF Taisho Award (第29回日本SF大賞)
- Individual Award at the 13th Animation Kobe (2008) (第13回アニメーション神戸個人賞)